# Amiran Totikasjvili
Amiran Totikasjvili, född den 21 juli 1969 i Martqopi, Georgien, är en sovjetisk judoutövare.
Han tog OS-brons i herrarnas extra lättvikt i samband med de olympiska judotävlingarna 1988 i Seoul.